# Craig Cunningham (Eishockeyspieler)
Craig Cunningham (* 13. September 1990 in Trail, British Columbia) ist ein ehemaliger kanadischer Eishockeyspieler und derzeitiger -scout, der im Verlauf seiner aktiven Karriere zwischen 2006 und 2016 unter anderem für die Boston Bruins und Arizona Coyotes in der National Hockey League aktiv war. Am 19. November 2016, unmittelbar vor Beginn einer AHL-Partie mit den Tucson Roadrunners, erlitt er auf dem Eis einen Herzstillstand und wurde unter Reanimation in ein Krankenhaus gebracht. Im Rahmen der folgenden intensivmedizinischen Betreuung erholte sich Cunningham, jedoch musste ihm ein Teil des linken Beins amputiert werden.

## Karriere

### Jugend

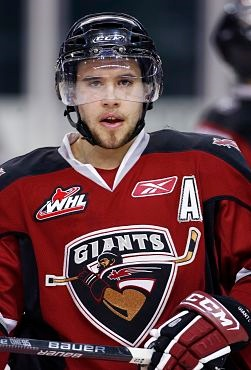
Cunningham im Trikot der Vancouver Giants (2009)

Craig Cunningham wurde als einer von drei Brüdern in Trail geboren. Bereits im Alter von fünf Jahren verlor er seinen Vater bei einem Autounfall. In der Folge war es der ebenfalls aus Trail stammende Ray Ferraro, NHL-Profi und enger Freund der Familie, der für Cunninghams erste Eishockeyausrüstung aufkam. In der Jugend spielte Cunningham für die lokalen Trail Smoke Eaters sowie für die Beaver Valley NiteHawks im nur wenige Kilometer entfernten Fruitvale. Darüber hinaus fuhr er im Alter von 11 bis 14 in der Frühlingssaison (März–Juni) jedes Wochenende zwölf Stunden mit dem Bus nach Vancouver, um dort weiteres Training zu erhalten und Spiele zu absolvieren. In der Folge wurde er im Bantam Draft 2005 der Western Hockey League (WHL) von den Vancouver Giants ausgewählt, bei denen er ab der Saison 2006/07 spielte. Zu Beginn wohnte Cunningham in Vancouver bei Ray Ferraro, der nun dort mit seiner Familie lebte.
In seiner Rookie-Saison bei den Giants absolvierte Cunningham 63 Spiele und erreichte mit der Mannschaft das Finale um den President’s Cup, dass sie mit 3:4 gegen die Medicine Hat Tigers verlor. Allerdings richteten die Giants den diesjährigen Memorial Cup aus, nahmen somit als Gastgeber teil und gewannen dort im Finale, wiederum gegen die Tigers. In den folgenden Jahren steigerte der Flügelspieler seine Statistik von 25 über 50 auf 97 Scorerpunkte aus 72 Spielen in der Saison 2009/10. Durch diese Leistungen wurde er ins First All-Star Team der Western Conference gewählt und war Finalist um den Four Broncos Memorial Trophy. Zudem wurde ihm verstärkte Aufmerksamkeit durch Scouts zuteil, sodass er im NHL Entry Draft 2010 an 97. Position von den Boston Bruins ausgewählt wurde – dies war das letzte Mal, dass er überhaupt für den Draft infrage kam, da er bereits 20 Jahre alt war und in den beiden Jahren zuvor nicht berücksichtigt wurde.
Vorerst blieb Cunningham jedoch in Vancouver und führte die Giants in der Saison 2010/11 als Kapitän an, bis er im Dezember 2010 samt einem Sechstrunden-Wahlrecht an die Portland Winterhawks abgegeben wurde. Die Giants erhielten im Gegenzug Spencer Bennett, Teal Burns sowie ein Erst- und ein Zweitrunden-Wahlrecht im Bantam Draft. Insgesamt steht Cunningham mit 295 Spielen auf Platz zwei sowie mit 222 Scorerpunkten auf Platz drei der teaminternen Bestenlisten. Nach einem halben Jahr in Portland, bei dem die Mannschaft erneut das Finale um den President’s Cup erreichte, unterzeichnete er im Juli 2011 einen Einstiegsvertrag bei den Boston Bruins.

### Boston Bruins
Die Boston Bruins gaben ihn direkt an die Providence Bruins ab, ihr Farmteam in der American Hockey League (AHL). Dort absolvierte er in der ersten Saison als einziger Spieler alle 76 Spiele und führte das Team mit 20 Toren an. Auch die folgende Spielzeit 2012/13 verbrachte er ausschließlich in der AHL und erzielte 46 Scorerpunkte in 75 Einsätzen. Im Dezember 2013 kam Cunningham zu seinem Debüt in der National Hockey League (NHL) sowie im April 2014 zu einem weiteren Einsatz. Für die Play-offs um den Stanley Cup wurde er ebenfalls in den Kader berufen, bekam allerdings keine Eiszeit. Währenddessen führte er die Providence Bruins als Assistenzkapitän an.
Mit Beginn der Saison 2014/15 stand Cunningham erneut im NHL-Aufgebot, wurde jedoch bereits nach drei Spielen wieder in die AHL zurückgeschickt.

### Arizona Coyotes
Im Februar 2015 setzten ihn die Bruins auf den Waiver, von wo ihn die Arizona Coyotes verpflichteten. Dort beendete er die Spielzeit mit 19 Einsätzen, konnte sich jedoch im Rahmen der Vorbereitung auf die Saison 2015/16 keinen Stammplatz erarbeiten und wurde vorerst an die Springfield Falcons abgegeben. Die Falcons führte er in der Spielzeit als Mannschaftskapitän an und wurde mit 46 Punkten in 61 Spielen bester Scorer des Teams.
Die Saison 2016/17 begann Cunningham ebenfalls in der AHL, beim neuen Farmteam der Coyotes, den Tucson Roadrunners. Dort gelangen ihm in den ersten elf Spielen der Saison 13 Scorerpunkte. Am 19. November, kurz vor dem Start einer AHL-Partie, wurde Cunningham aufgrund von Kammerflimmern auf dem Eis bewusstlos; ein Herzstillstand war die Folge. Ersthelfer der Feuerwehr begannen sofort mit der Herz-Lungen-Wiederbelebung, die bis zum Eintreffen im örtlichen Krankenhaus fortgesetzt wurde. Wenig später wurde er ins Banner University Medical Center Tucson der University of Arizona verlegt, wo er, da sein Herz weiterhin nicht selbstständig schlug, mit einer ECMO versorgt wurde. Das Einbringen eines Ventricular Assist Device’ stabilisierte seinen Zustand, allerdings musste ihm ein Teil seines linken Beins, das aufgrund der ECMO längere Zeit nicht ausreichend mit Blut versorgt wurde, amputiert werden. Cunninghams Zustand besserte sich zusehends, sodass er wenig später eine Reha beginnen konnte. Die ursprüngliche Ursache für das Kammerflimmern blieb jedoch ungeklärt.
Nach der Saison 2016/17 wurde Cunningham von der AHL mit dem Fred T. Hunt Memorial Award ausgezeichnet, der Spieler mit besonderem Einsatz und besonderer Hingabe rund um den Eishockeysport ehrt. Im Mai 2017 wurde bekannt, dass Cunningham in das Management der Coyotes gewechselt und dort fortan in den Bereichen Scouting und Spielerentwicklung tätig ist. Seine Tätigkeit dort dauerte bis zum Sommer 2020 an. Danach war er zwei Jahre nicht in der Branche tätig, ehe sich die Vegas Golden Knights seine Dienste als Scout sicherten.

## Erfolge und Auszeichnungen
- 2007 Memorial-Cup-Gewinn mit den Vancouver Giants
- 2010 WHL West First All-Star Team
- 2017 Fred T. Hunt Memorial Award

## Karrierestatistik
(Legende zur Spielerstatistik: Sp oder GP = absolvierte Spiele; T oder G = erzielte Tore; V oder A = erzielte Assists; Pkt oder Pts = erzielte Scorerpunkte; SM oder PIM = erhaltene Strafminuten; +/− = Plus/Minus-Bilanz; PP = erzielte Überzahltore; SH = erzielte Unterzahltore; GW = erzielte Siegtore; 1 Play-downs/Relegation; Kursiv: Statistik nicht vollständig)